# Baeocharis
Baeocharis is een geslacht van vliesvleugeligen uit de familie Encyrtidae. De wetenschappelijke naam van dit geslacht is voor het eerst geldig gepubliceerd in 1876 door Mayr.

## Soorten
Het geslacht Baeocharis omvat de volgende soorten:
- Baeocharis maritimus Sharkov, 1995
- Baeocharis pascuorum Mayr, 1876